# 马兰特拉
马兰特拉（法語：Malintrat，法語發音：[malɛ̃tʁa]）是法国多姆山省的一个市镇，属于克莱蒙费朗区。

## 地理
马兰特拉（45°48'54"N, 3°11'10"E）面积8.16 平方千米，位于法国奥弗涅-罗讷-阿尔卑斯大区多姆山省，该省份为法国中南部省份，北起阿列省接壤，东临卢瓦尔省，南至上盧瓦爾省和康塔爾省，西接科雷兹省和克勒兹省。
与马兰特拉接壤的市镇（或旧市镇、城区）包括：欧纳、热尔扎、吕萨、蓬迪沙托、圣博齐尔。

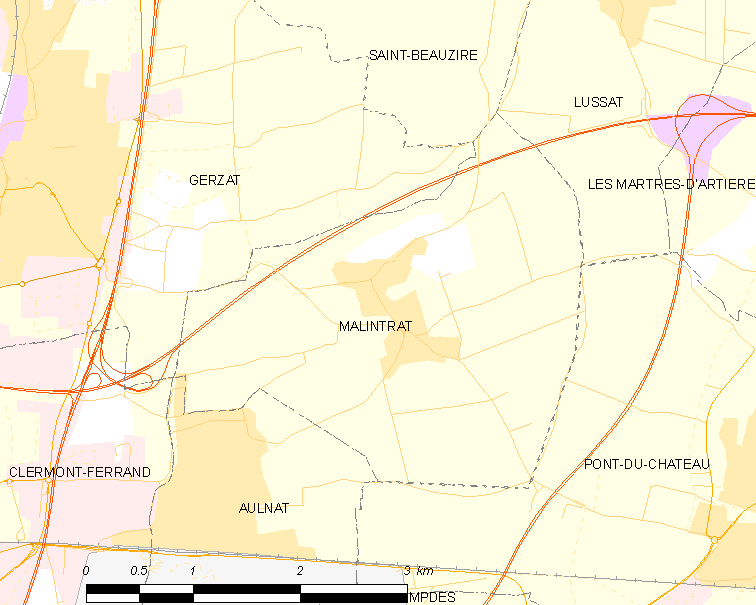
马兰特拉的OSM定位图

马兰特拉的时区为UTC+01:00、UTC+02:00（夏令时）。

## 行政
马兰特拉的邮政编码为63510，INSEE市镇编码为63204。

## 政治
马兰特拉所属的省级选区为热尔扎县。

## 人口

1962-2008年间马兰特拉人口变化图示

马兰特拉于2022年1月1日时的人口数量为1133人。